# Arrondissement de Chambéry
L'arrondissement de Chambéry est une division administrative française, située dans le département de la Savoie et la région Auvergne-Rhône-Alpes.

## Composition

### Découpage cantonal depuis 2015

L'arrondissement en région Auvergne-Rhône-Alpes.

Liste des cantons de l'arrondissement de Chambéry :
- canton d'Aix-les-Bains-1 ;
- canton d'Aix-les-Bains-2 ;
- canton de Bugey savoyard ;
- canton de Chambéry-1 ;
- canton de Chambéry-2 ;
- canton de Chambéry-3 ;
- canton de Montmélian ;
- canton de La Motte-Servolex ;
- canton de La Ravoire ;
- canton du Pont-de-Beauvoisin ;
- canton de Saint-Alban-Leysse ;
- canton de Saint-Pierre-d'Albigny (fraction).

### Découpage communal depuis 2015
Depuis 2015, le nombre de communes des arrondissements varie chaque année soit du fait du redécoupage cantonal de 2014 qui a conduit à l'ajustement de périmètres de certains arrondissements, soit à la suite de la création de communes nouvelles. Le nombre de communes de l'arrondissement de Chambéry est ainsi de 160 en 2015, 155 en 2016 et 151 en 2019.
Au 1er janvier 2024, l'arrondissement groupe les 151 communes suivantes :
1. Aiguebelette-le-Lac
2. Aillon-le-Jeune
3. Aillon-le-Vieux
4. Aix-les-Bains
5. Apremont
6. Arbin
7. Arith
8. Arvillard
9. Attignat-Oncin
10. Avressieux
11. Ayn
12. La Balme
13. Barberaz
14. Barby
15. Bassens
16. La Bauche
17. Bellecombe-en-Bauges
18. Belmont-Tramonet
19. Betton-Bettonet
20. Billième
21. La Biolle
22. Bourdeau
23. Le Bourget-du-Lac
24. Bourget-en-Huile
25. Bourgneuf
26. La Bridoire
27. Brison-Saint-Innocent
28. Challes-les-Eaux
29. Chambéry
30. Chamousset
31. Chamoux-sur-Gelon
32. Champagneux
33. Champ-Laurent
34. Chanaz
35. La Chapelle-Blanche
36. La Chapelle-du-Mont-du-Chat
37. La Chapelle-Saint-Martin
38. Châteauneuf
39. Le Châtelard
40. La Chavanne
41. Chignin
42. Chindrieux
43. Cognin
44. Coise-Saint-Jean-Pied-Gauthier
45. La Compôte
46. Conjux
47. Corbel
48. La Croix-de-la-Rochette
49. Cruet
50. Curienne
51. Les Déserts
52. Détrier
53. Domessin
54. Doucy-en-Bauges
55. Drumettaz-Clarafond
56. Dullin
57. Les Échelles
58. École
59. Entrelacs
60. Entremont-le-Vieux
61. Fréterive
62. Gerbaix
63. Grésy-sur-Aix
64. Hauteville
65. Jacob-Bellecombette
66. Jarsy
67. Jongieux
68. Laissaud
69. Lépin-le-Lac
70. Lescheraines
71. Loisieux
72. Lucey
73. Marcieux
74. Méry
75. Meyrieux-Trouet
76. Les Mollettes
77. Montagnole
78. Montcel
79. Montendry
80. Montmélian
81. La Motte-en-Bauges
82. La Motte-Servolex
83. Motz
84. Mouxy
85. Myans
86. Nances
87. Novalaise
88. Le Noyer
89. Ontex
90. Planaise
91. Le Pont-de-Beauvoisin
92. Le Pontet
93. Porte-de-Savoie
94. Presle
95. Pugny-Chatenod
96. Puygros
97. La Ravoire
98. Rochefort
99. Rotherens
100. Ruffieux
101. Saint-Alban-de-Montbel
102. Saint-Alban-Leysse
103. Saint-Baldoph
104. Saint-Béron
105. Saint-Cassin
106. Saint-Christophe
107. Saint-Franc
108. Saint-François-de-Sales
109. Saint-Genix-les-Villages
110. Sainte-Hélène-du-Lac
111. Saint-Jean-d'Arvey
112. Saint-Jean-de-Chevelu
113. Saint-Jean-de-Couz
114. Saint-Jean-de-la-Porte
115. Saint-Jeoire-Prieuré
116. Sainte-Marie-d'Alvey
117. Saint-Offenge
118. Saint-Ours
119. Saint-Paul-sur-Yenne
120. Saint-Pierre-d'Albigny
121. Saint-Pierre-d'Alvey
122. Saint-Pierre-de-Curtille
123. Saint-Pierre-de-Genebroz
124. Saint-Pierre-d'Entremont
125. Saint-Pierre-de-Soucy
126. Sainte-Reine
127. Saint-Sulpice
128. Saint-Thibaud-de-Couz
129. Serrières-en-Chautagne
130. Sonnaz
131. La Table
132. Thoiry
133. La Thuile
134. Traize
135. Tresserve
136. Trévignin
137. La Trinité
138. Valgelon-La Rochette
139. Verel-de-Montbel
140. Verel-Pragondran
141. Le Verneil
142. Verthemex
143. Villard-d'Héry
144. Villard-Léger
145. Villard-Sallet
146. Villaroux
147. Vimines
148. Vions
149. Viviers-du-Lac
150. Voglans
151. Yenne

## Démographie
En 2022, l'arrondissement comptait 290 377 habitants.
| 1968    | 1975    | 1982    | 1990    | 1999    | 2006    | 2011    | 2016    | 2021    |
| ------- | ------- | ------- | ------- | ------- | ------- | ------- | ------- | ------- |
| 160 458 | 176 466 | 191 463 | 209 789 | 230 257 | 250 238 | 263 430 | 274 839 | 287 551 |

| 2022    | - | - | - | - | - | - | - | - |
| ------- | - | - | - | - | - | - | - | - |
| 290 377 | - | - | - | - | - | - | - | - |